# スターケード
スターケード（Starcade)は世界のディズニーパークに存在したアトラクション。

## 過去にこのアトラクションが存在したパーク
- ディズニーランド（ディズニーランド・リゾート）
- 東京ディズニーランド（東京ディズニーリゾート）

## 概要
トゥモローランドに位置した、近未来をイメージしたアーケード。「スターケード」とは、「スター」と「アーケード」を合成した造語である。

## 各施設紹介

### ディズニーランド
トゥモローランドに位置していた。1977年5月27日にオープンし、2015年にクローズした。ただしアトラクションとしてクローズした後も「スターケード」のロゴやいくつかのゲーム機は残っている。

### 東京ディズニーランド
スターケード(Starcade)は、トゥモローランドにあったゲームセンターのアトラクション。
主に1990年代前半までのアーケードゲーム（置いてあったゲームはドンキーコング、デイトナUSA、チェイスHQ、大工の源さん、熱血高校ドッジボール部、リッジレーサー、アフターバーナーII、ロックマン・ザ・パワーバトル等）が設置されており、スーベニアメダルの製造機などもあった。
2007年11月14日にクローズされたが、跡地に「スーベニアメダリオン」としてスーベニアメダルの製造機をドアの部分のみ使用し、それ以外の部分はトゥモローランド・テラスの座席になった。